# شيمي (قهاب رستاق)
شیمي (بالفارسية: شیمی) هي مستوطنة تقع في إيران في قسم قهاب رستاق الريفي. يقدر عدد سكانها بـ 156 نسمة .